# جانغ سيونغ هيون
جانغ سيونغ هيون (هانغل: 정승현 ) (و. 1994  م) هو لاعب كرة قدم كوري جنوبي، ولد في إنتشون، شارك في كرة القدم في الألعاب الأولمبية الصيفية 2016، وكأس العالم 2018، مركز لعبه هو مُدَافِع يلعب في نادي الوصل الإماراتي.

## التعليم
تعلم في جامعة يونسي.

## روابط خارجية
- جانغ سيونغ هيون على موقع الاتحاد الدولي (مؤرشف)  (الإنجليزية)
- جانغ سيونغ هيون على موقع رابطة كرة القدم اليابانية للمحترفين (اليابانية)
- جانغ سيونغ هيون على موقع دوري كوريا الجنوبية (الإنجليزية)
- جانغ سيونغ هيون على موقع قاعدة بيانات كرة القدم.إي يو (الإنجليزية)
- جانغ سيونغ هيون على موقع ناشيونال فوتبول تيمز (الإنجليزية)
- جانغ سيونغ هيون على موقع Soccerway.com (الإنجليزية)
- جانغ سيونغ هيون على موقع أوليمبيديا (الإنجليزية)